# Theodor Fliedner
Theodor Fliedner (21 janvier 1800 - 4 octobre 1864) est un pasteur luthérien allemand, fondateur des diaconesses protestantes. En 1836, il fonde la Diaconie de Kaiserswerth (Kaiserswerther Diakonie), un hôpital qui est aussi un centre de formation de diaconesses. Avec ses épouses Friederike Münster et Caroline Bertheau, il est considéré comme le rénovateur du ministère des diaconesses tel qu'il existait dans l’Église primitive. Son travail de pionnier dans le domaine des soins infirmiers a été une source d'inspiration pour Florence Nightingale, qui est venue pour se former à Kaiserswerth en 1850 pendant plusieurs mois.

## Biographie

### Jeunesse
Theodor Fliedner est né à Eppstein en landgraviat de Hesse-Cassel, dans le foyer d'un pasteur luthérien. Il étudie la théologie à l'Université de Giessen et à l'Université de Göttingen ainsi qu'au séminaire théologique de Herborn. Désargenté, il a ensuite exercé le métier de précepteur pendant quelque temps. En 1821, il est appelé comme pasteur dans la paroisse pauvre de Kaiserswerth (aujourd'hui intégrée à Düsseldorf). Lorsque les autorités municipales se déclarent incapables de soutenir financièrement l'église en raison d'une crise économique, il entreprend des voyages pour recueillir des dons, d'abord en Westphalie, puis aux Pays-Bas et en Angleterre.

### Carrière
Au contact des Frères moraves, il se familiarisa avec l'ancien ministère chrétien de diaconesse, car cette église en avait relancé l'institution en 1745. En Angleterre, il fait également connaissance de la réformatrice sociale anglaise Elizabeth Fry, qui lui montre son travail auprès des pauvres et des prisonniers. Il revient en Allemagne armé d'une part d'une confortable collecte financière pour sa paroisse, et d'autre part d'idées nouvelles sur le travail social parmi les défavorisés. Il commence par travailler parmi les détenus de la prison de Düsseldorf, prêchant l'Évangile et essayant de répondre aux besoins spirituels et physiques des détenus. Il se rend à pied à la prison tous les deux dimanches jusqu'à ce qu'un aumônier de la prison soit nommé. Les prisons allemandes étaient alors en triste état, mais ceux qui s'intéressaient à leur amélioration se fédèrent et en 1826, Fliedner crée la Société rhénane-westphalienne des prisons (Rheinisch-Westfälische Gefängnisgesellschaft). Se rendit compte de l'importance de s'occuper des prisonniers à leur libération, il ouvre en 1833 à Kaiserswerth un refuge pour accueillir les détenues libérées. En 1835, pour améliorer l'enseignement qui est dispensé aux enfants de Kaiserswerth, il fonde une école  qui devient un centre de formation de femmes enseignantes.

### Formation des diaconesses

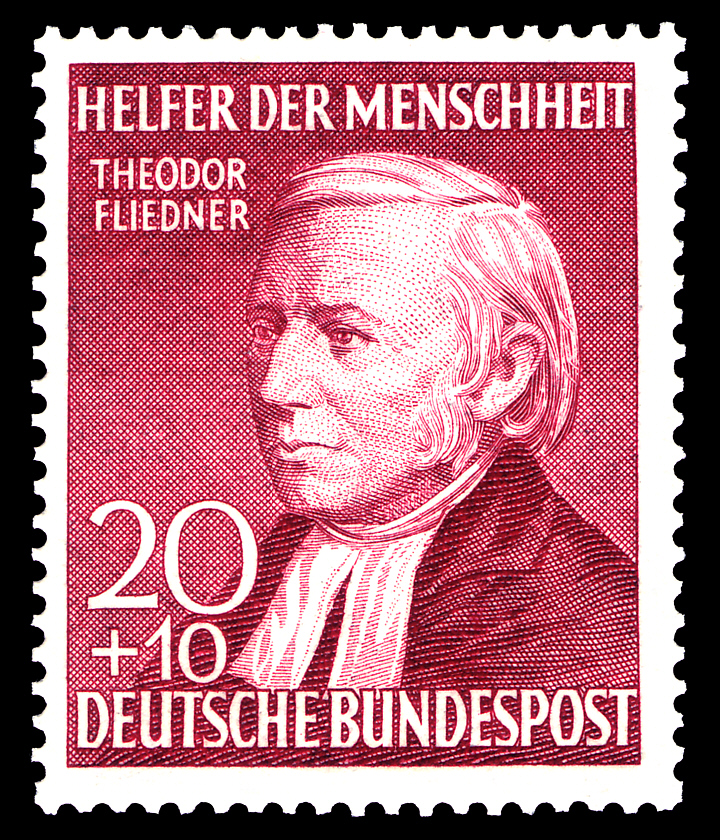
Le pasteur Theodor Fliedner. Timbre allemand de la protection sociale. 1952

Dans de nombreuses villes, il n'y avait pas d'hôpitaux à cette époque. Suivant quelque peu le modèle du diaconat de l'Église chrétienne primitive, incorporant certaines idées d'Elisabeth Fry et d'autres des mennonites, et ses propres idées, Fliedner développe un projet qui permettrait à de jeunes femmes de soigner les malades nécessiteux. A cette fin, il crée la Kaiserswerther Diakonie, un institut où les femmes pouvaient apprendre à la fois la théologie et les compétences infirmières. Il ouvre l'hôpital et le centre de formation des diaconesses à Kaiserswerth le 13 octobre 1836. Gertrud Reichardt a été la première diaconesse formée par la nouvelle école. Florence Nightingale y est formée comme infirmière en 1850. L'une des écoles professionnelles associées de Kaiserwerth a ensuite été nommée en son honneur. Une autre étudiante célèbre est la Suédoise Maria Cederschiöld (en), formée à Kaiserswerth en 1851 et qui devient à son retour en Suède la première directrice de l'Institut de formation diaconale, la toute première école d'infirmières du pays,.
Après la mort de son épouse, Friederike, en 1842, le pasteur Fliedner rencontre celle qui sera à la fois sa nouvelle compagne et une adjointe diligente, Caroline Bertheau. Ensemble, ils ouvrent des instituts pour le diaconat à Dortmund en 1844 et à Berlin en 1847, avec l'appui du roi de Prusse Frédéric-Guillaume IV et de son épouse Élisabeth de Bavière. À partir de 1849, Theodor Fliedner se consacre alors totalement à cet aspect de son ministère, y compris le développement de son œuvre dans plusieurs pays étrangers. Le mouvement de Fliedner a été l'un des modèles pour le mouvement de la mission intérieure que Johann Hinrich Wichern développera ultérieurement.

## Postérité
Grâce aux efforts de Theodor Fliedner, des instituts de diaconesses ont vu le jour à Paris, Oslo, Strasbourg, Utrecht et ailleurs, notamment à Constantinople, Beyrouth et Jérusalem. Au moment de sa mort en 1864, il y avait trente maisons mères et 1600 diaconesses dans le monde. Au milieu du  XXe siècle, il y avait plus de 35 000 diaconesses dans les paroisses, les écoles, les hôpitaux et les prisons du monde entier.
En France, la création des diaconesses intervient seulement cinq ans plus tard, par une initiative du pasteur revivaliste Antoine Vermeil et d'une laïque Caroline Malvesin qui décident d'organiser des œuvres sociales charitables à Paris : infirmerie pour jeunes tuberculeux, refuge pour prostituées, visites  et réinsertions de prisonnières. Ils sont inspirés par la communauté de Kaiserswerth et se disent que, dans le contexte d'un protestantisme français divisé, la création d'un ordre religieux peut être un ferment d’unité dans l’Église. Ils fondent ainsi la communauté des Diaconesses de Reuilly dès 1841. En 1842, François Haerter fonde les Diaconesses de Strasbourg et le pasteur suisse Louis Germond fonde la même année à Échallens l'"Institution des diaconesses",. Ces trois communautés continuent à fonctionner au XXIe siècle.
Témoin de la réputation internationale de l’œuvre de Fliedner, son élève la plus célèbre est Florence Nightingale. Venue en visite pour la première fois en 1841, elle avait été impressionnée par la dévotion religieuse à Kaiserswerth et avait observé que la plupart des diaconesses étaient d'origine paysanne. Elle est ensuite revenue suivre la formation d'infirmière à Kaiserswerth et en est sortie diplômée en 1851. C'est pourquoi l'un des hôpitaux de Düsseldorf, le Florence-Nightingale-Krankenhaus, porte aujourd'hui son nom,.

## Œuvres (sélection)
- Kollektenreise nach Holland und England ("Voyage de levée de fonds en Hollande et en Angleterre", 1831)
- Liederbuch für Kleinkinderschulen ("Recueil de chants pour les jardins d'enfants, 1842)
- Kaiserswerther Volkskalender (Calendrier populaire de Kaiserswerth, à partir de 1842)
- Armen- und Krankenfreund (L'ami des pauvres et des malades, à partir de 1849)
- Buch der Märtyrer und anderer Glaubenszeugen der evangelischen Kirche (Livre des martyrs et autres confesseurs de l'église protestante[14], 1850)
- Kurze Geschichte der Entstehung der ersten evangelischen Liebesanstalten dans Kaiserswerth ("Brève histoire du développement des premières institutions charitables (litt.: d'amour) protestantes à Kaiserswerth", 1856)

## Sources
- (en) Theodor Fliedner Encyclopædia Britannica (Chisholm, Hugh, éd. 11e éd. 1911 Cambridge University Press)
- (en) Calder, Jean McKinlay (1971) The Story of Nursing (Methuen; 5e édition)
- (de) Kruczek, Dietmar (1999) Theodor Fliedner: Mein Leben, für das Leben. Eine Biographie über den Gründer der Kaiserswerther Diakonie (Neukirchen-Vluyn: Aussaat)
- (de) Sticker, Anna (1989), Theodor und Friederike Fliedner (R. Brockhaus Bildbiographien)
- (en) Wentz, Abdel Ross (1936) Fliedner the Faithful, Biography of Theodore Fliedner ("Fliedner le fidèle, biographie de Theodore Fliedner") (Le comité de publication de l'Église luthérienne unie d'Amérique)
- (en) Winkworth, Catherine (2008) Vie du pasteur Fliedner de Kaiserwerth (1867) (Kessinger Publishing, LLC. )
- (en) Worman, J. H. (1879). "Fliedner, Theodor" . In Ripley, George; Dana, Charles A. (eds.). The American Cyclopædia.